# Fixogum

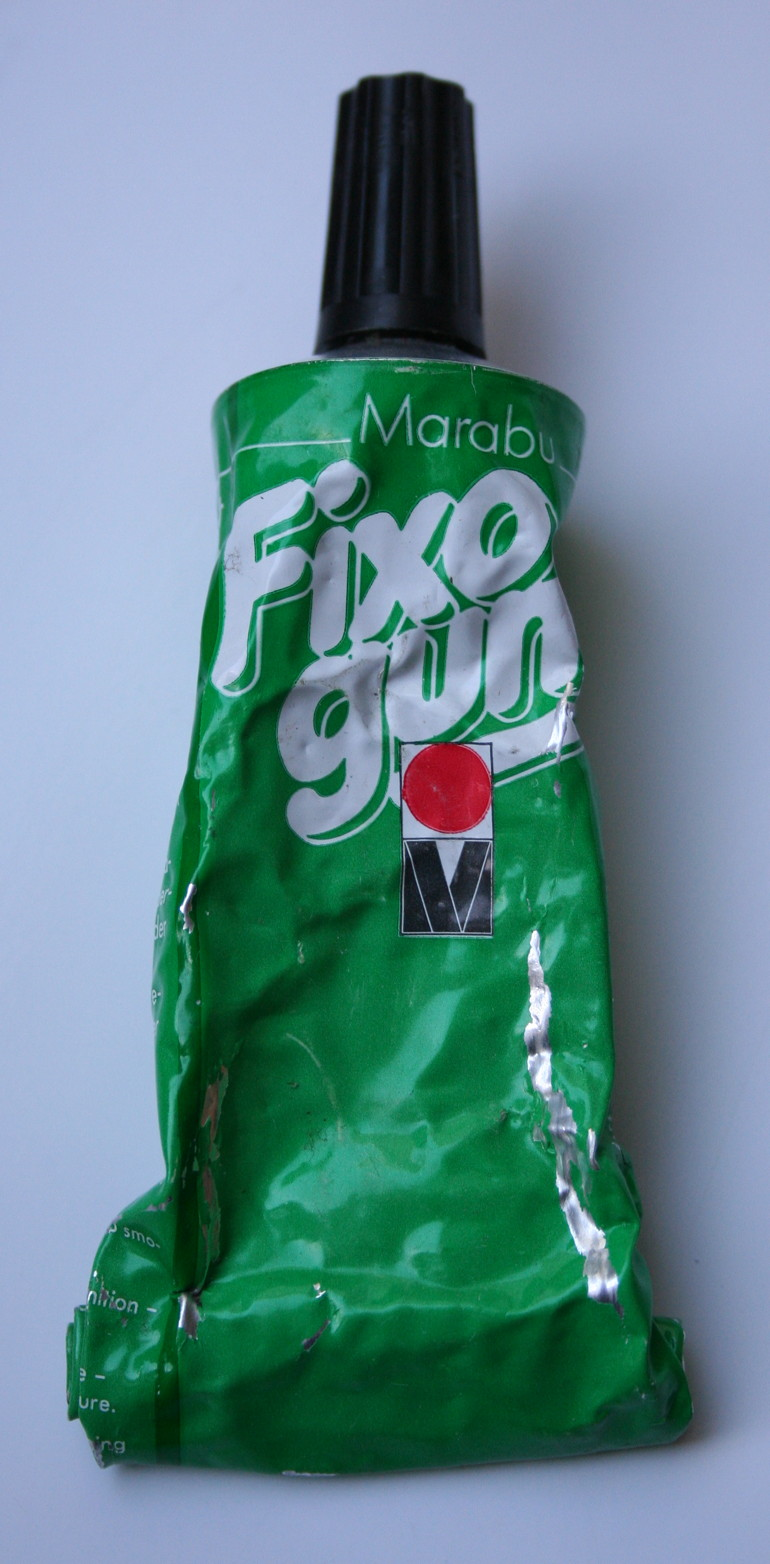
Tube mit Fixogum

Fixogum ist ein von den Marabuwerken hergestellter, klarer und dickflüssiger Montagekleber auf Basis von Naturkautschuk und organischen Lösungsmitteln. Er dient vor allem im grafischen Gewerbe zum sauberen Verkleben von Papier, Pappe, Karton, Folien und ähnlichen Materialien.
Von anderen Papierklebstoffen unterscheidet sich Fixogum dadurch, dass die Klebeverbindung für eine gewisse Zeit „schwimmend“ verschiebbar bleibt, auch empfindliche Materialien sich nicht verziehen, heraustretender Klebstoff sich nach kurzem Antrocknen rückstandsfrei mit dem Finger oder einem Radiergummi abreiben lässt und die Teile voneinander ablösbar bleiben, solange der Klebstoff einseitig aufgetragen wurde. Da Fixogum (vor allem unter Einfluss von Tageslicht) nicht alterungsbeständig ist, halten Verbindungen nur einige Monate oder Jahre.
Bis in die 1990er Jahre gehörte Fixogum zum täglichen Arbeitsmaterial für Grafiker und Retuscheure. Mittlerweile ist die Papiermontage durch die Einführung von Computern weitgehend überflüssig geworden.
Fixogum entspricht nicht den im anglo-amerikanischen Raum von vielen Herstellern unter „rubber cement“ angebotenen täuschend ähnlichen Klebern. Im Gegensatz zu diesen enthält das Lösungsmittel in Fixogum einen hohen Anteil von Aceton. Damit verbietet sich die Anwendung von Fixogum auf  z. B. Schaumpolystyrol und lackierten Arbeitsflächen.

## Warnhinweise
Auf der grünen Verpackung und auf der Tube befinden sich die Gefahrenpiktogramme für: Leichtentzündlich, Reizend und Umweltgefährlich. Zuvor wurde nur auf die Leichtentzündlichkeit hingewiesen.

Leichtentzündliche Stoffe
Reizende Stoffe
Umweltgefährliche Stoffe